# Robin Chichester-Clark
Robert « Robin » Chichester-Clark (10 janvier 1928 - 5 août 2016) , est député de Londonderry à la Chambre des communes britannique de 1955 à février 1974, et le dernier député représentant un siège en Irlande du Nord à être ministre du gouvernement britannique.

## Jeunesse
Chichester-Clark est né à Moyola Park, Castledawson, comté de Londonderry, la maison ancestrale de sa famille. Il est l'aîné des trois enfants de James J. Lenox-Conyngham Clark et de Marion Caroline Dehra, née Chichester. Il est le frère de James Chichester-Clark, qui est Premier ministre d'Irlande du Nord, et de Penelope Hobhouse, l'écrivaine et historienne des jardins. En 1924, son père James Clark, change le nom de famille en Chichester-Clark, empêchant ainsi l'ancien nom Chichester (nom de jeune fille de sa femme) de s'éteindre. Du côté de sa mère, la famille descend des Donegall Chichesters et sont les héritiers des Dawsons de Castledawson, qui ont à l'origine détenu Moyola Park.
Il fait ses études au Royal Naval College de Dartmouth et au Magdalene College de Cambridge. Il commence à travailler comme journaliste en 1949, travaille comme responsable des relations publiques pour Glyndebourne 1952–3, avant de rejoindre la maison d'édition Oxford University Press.

## Vie politique
Chichester-Clark est élu pour Londonderry aux élections générales de 1955. Il est la troisième génération d'hommes politiques de sa famille. Son grand-père, Robert Chichester, représente South Londonderry au Parlement impérial de Westminster ; sa grand-mère, Dame Dehra Parker, et son père sont tous deux membres du Parlement d'Irlande du Nord. Son frère, le major James Chichester-Clark, est Premier ministre d'Irlande du Nord de 1969 à 1971, mais démissionne face à la violence croissante et aux scissions internes du Parti unioniste d'Ulster. La famille est également active en politique au XIXe siècle et l'arrière-arrière-grand-père de Chichester-Clark, George Robert Dawson, est député de Londonderry, plus tard pour une circonscription anglaise, avant de rejoindre le gouvernement de Robert Peel, dont il épouse la sœur Mary. Ils vivent à Castledawson.
Chichester-Clark a toujours été soit un porte-parole de l'opposition, soit un membre du gouvernement de Harold Macmillan et, plus tard, d'Edward Heath. Il occupe le poste de whip adjoint du gouvernement, lord commissaire au Trésor, contrôleur de la maison, est porte-parole conservateur pour l'Irlande du Nord et pour les arts, ministre fantôme des bâtiments et travaux publics et, finalement, ministre d'État à l'emploi. En 1970, il reste en dehors du gouvernement britannique en raison du poste de Premier ministre de son frère en Irlande du Nord. Lorsqu'Edward Heath suspend le gouvernement et le Parlement de Stormont en 1972, il demande à Chichester-Clark d'accompagner William Stephen Whitelaw en Irlande du Nord en tant que ministre d'État. Chichester-Clark refuse mais rejoint ensuite le gouvernement en tant que ministre d'État à l'Emploi. Avant les élections de février 1974, il annonce sa retraite de la circonscription de Londonderry.

## Fin de carrière
À partir de 1974, il travaille comme administrateur d'entreprises du secteur de la construction, comme conseiller politique auprès du NFBTE, comme consultant en gestion et comme président de l'association caritative de recherche médicale RAFT (www.raft.ac.uk) et de la Fondation Arvon. Il contribue également à la collecte de fonds pour le Royal Philharmonic Orchestra et au développement du Museum of Illustration,.

## Vie privée
Il est marié à Jane Helen Goddard, fille du maréchal de l'air Victor Goddard. Avec Jane Goddard, il a trois enfants, Emma, Mark et Sophia. Il se remarie à l'avocate Caroline Bull, fille du directeur des transports Anthony Bull. Le couple a deux fils; Adam et Thomas . La sœur de Chichester-Clark, Penelope Hobhouse, est jardinière, écrivaine et historienne du jardinage.